# Petites mentides sense importància
Petites mentides sense importància o Mentidetes sense importància (títol original en francès: Les petits mouchoirs) és una comèdia dramàtica francesa escrita i dirigida per Guillaume Canet es va estrenar el 2010 i protagonitzada, entre d'altres, per Francois Cluzet, Marion Cotillard, Benoît Magimel i Gilles Lellouche. Va ser un dels èxits de la cartellera francesa de l'any 2010 amb 5,5 milions d'espectadors. La pel·lícula va ser doblada al català l'any 2011. TV3 la va emetre per primer cop el 7 de novembre de 2014 i també se'n va fer una versió en valencià per a À Punt, que la va titular Mentidetes sense importància. El 2019 va sortir una seqüela Petites mentides per estar junts que reuneix el mateix grup, set anys després.

## Argument
Max i la seva esposa Véronique inviten com cada any als seus amics a passar uns dies de vacances a la seva casa de la platja. Aquest any, abans de marxar en Ludo té un greu accident. Aquest fet els marcarà els dies que passaran junts. Les seves relacions, conviccions, sentiments de culpa i l'amistat que els uneix es posen a prova. Es veuen obligats a afrontar les mentides piadoses que s'han estat explicant durant anys. El moment de la veritat finalment els atrapa a tots.

## Repartiment
- François Cluzet: Max
- Marion Cotillard: Marie
- Benoît Magimel: Vincent
- Gilles Lellouche: Éric
- Jean Dujardin: Ludo
- Pascale Arbillot: Isabelle
- Valérie Bonneton: Véronique
- Laurent Lafitte: Antoine
- Louise Monot: Léa, companya d'Eric
- Anne Marivin: Juliette
- Joël Dupuch: Jean-Louis
- Hocine Mérabet: Nassim
- Maxim Nucci: Franck
- Matthieu Chedid: Raphaël
- Jeanne Dupuch: Jeanne la filla d'en Max i Véronique
- Sara Martins: la companya de Marie
- Néo Broca: Elliot, el fill de Vincent i Isabelle

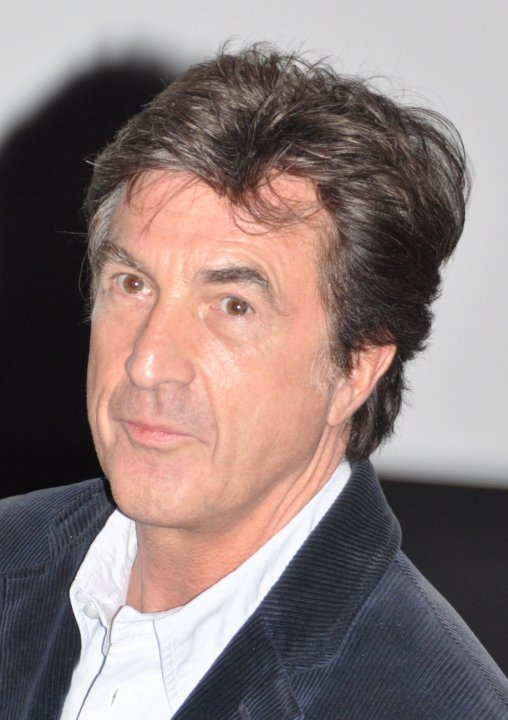
François Cluzet (2010)
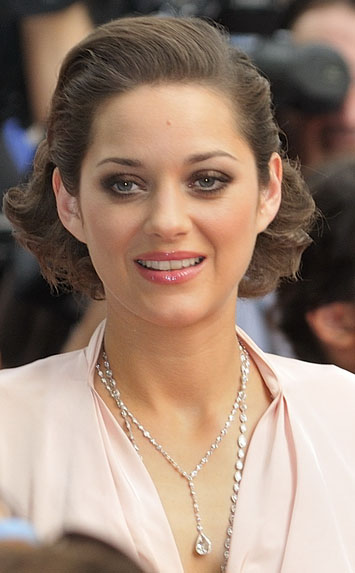
Marion Cotillard (2009)
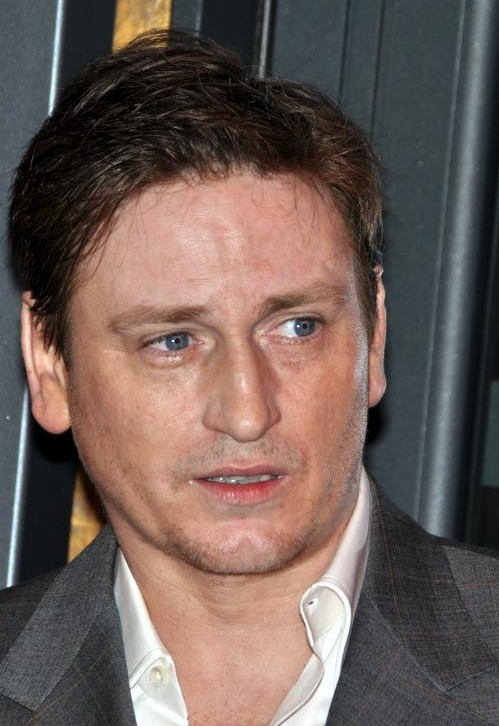
BenoIt Magimel (2013)
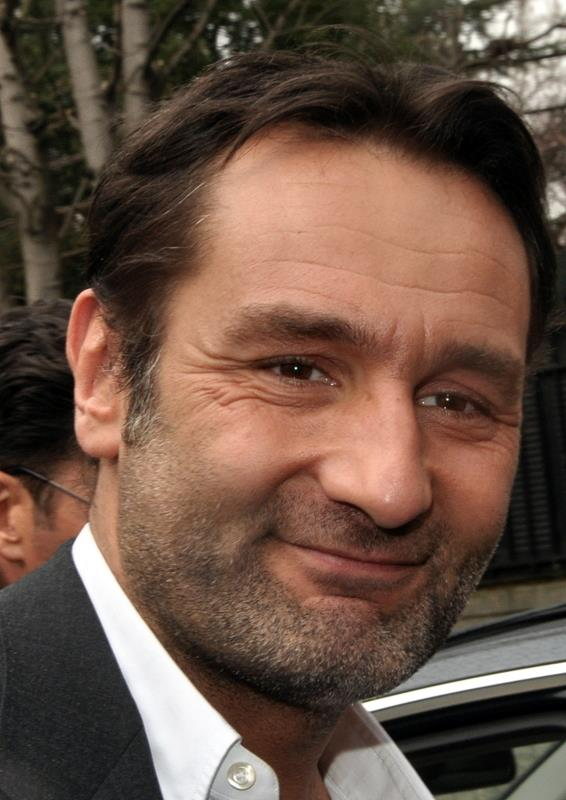
Gilles Lellouche (2013)

## Al voltant de la pel·lícula
La idea sobre el guió es va originar arran d'unes vacances que va passar en Guillaume Canet amb uns amics a Cap Ferret al departament de la Gironda, al sud-oest de França, on posteriorment es va rodar bona part del film. Canet s'envolta d'un equip d'actors que coneix de temps i desenvolupa uns personatges que com en la vida real poden passar uns dies amb amics parlant sobre temes banals sense aprofundir i evitant dir la veritat. 
| «                  | Petites mentides sense importància és una expressió que escoltava quan era petit i que vol dir posar un mocador sobre un problema, sobre les coses que es volen oblidar | » |
| — Guillaume Canet, | |   |

## Crítiques
La pel·lícula funciona amb un esquema similar a Retrobament (1983) de Lawrence Kasdan o Els amics d'en Peter (1992) de Kenneth Branagh, amb salts naturals del drama a la comèdia esbojarrada. La crítica Desirée de Fez de Fotogramas hi troba uns personatges amb qui l'espectador es pot identificar, tot i ser únics, Jordi Costa ans al contrari no va gaire apreciar l'obra: bon exercici formal a l'inici, si bé apunten un metratge excessiu amb massa moralisme.

## Premis i nominacions

### Nominacions
- 2011: César al millor actor secundari per Gilles Lellouche[9]
- 2011: César a la millor actriu secundària per Valérie Bonneton